# Segong (häradshuvudort i Kina, Tibet Autonomous Region, lat 32,22, long 92,12)
Segong (kinesiska: 色贡, Nierong Xian, 聂荣县) är en häradshuvudort i Kina. Den ligger i den autonoma regionen Tibet, i den sydvästra delen av landet, omkring 300 kilometer norr om regionhuvudstaden Lhasa. Antalet invånare är 32 376. Befolkningen består av 16 346 kvinnor och 16 030 män. Barn under 15 år utgör 29,0 %, vuxna 15-64 år 65 %, och äldre över 65 år 4,0 %.
Runt Segong är det mycket glesbefolkat, med 2 invånare per kvadratkilometer. Det finns inga andra samhällen i närheten. Trakten runt Segong består i huvudsak av gräsmarker.